# Gouverneur général de Trinité-et-Tobago
Le gouverneur général de Trinité-et-Tobago (en anglais : Governor-General of Trinidad and Tobago) était le représentant de la reine de Trinité-et-Tobago jusqu'en 1976, date de la proclamation de la république dans ce pays.

## Liste des gouverneurs généraux
| No | Portrait | Titulaire                      | Début du mandat   | Fin du mandat     | Durée  | Monarque                    | Premier ministre |
| -- | -------- | ------------------------------ | ----------------- | ----------------- | ------ | --------------------------- | ---------------- |
| 1  |          | Sir Solomon Hochoy (1905-1983) | 31 août 1962      | 15 septembre 1972 | 10 ans | Élisabeth II (r. 1962-1976) | Eric Williams    |
| 2  |          | Sir Ellis Clarke (1917-2010)   | 15 septembre 1972 | 1er août 1976     | 3 ans  | Élisabeth II (r. 1962-1976) | Eric Williams    |